# 郭庙镇
郭庙乡，是中华人民共和国安徽省阜阳市太和县下辖的一个乡镇级行政单位。

## 行政区划
郭庙乡下辖以下地区：
郭庙村、立新村、梅庙村、西街村、吴寨村、高寨村、宋集村、张西村、隋西村和张浅村。